# My Heart Is (альбом Тіффані Алворд)
«My Heart Is» (укр. «Моє серце») — п'ятий загальний та другий міні-альбом американської співачки Тіффані Алворд, випущений 18 вересня 2012 року. Альбом містить 6 треків та 3 бонус-треки. Всі пісні з альбому написані та виконані самою Тіффані Алворд. Альбом піднявся до 1 сходинки в жанрі виконавець/автор пісень в iTunes в перший день виходу.
Вартість — 5.99 доларів США на iTunes.

## Список композицій
| #  | Назва                       | Тривалість |
| -- | --------------------------- | ---------- |
| 1. | «The Breakdown»             | 3:05       |
| 2. | «My Heart Is»               | 3:04       |
| 3. | «Never Been Better»         | 3:27       |
| 4. | «So Alive»                  | 3:37       |
| 5. | «Never Lover Boy»           | 3:10       |
| 6. | «Flirtatious, Irresistible» | 3:38       |
| 7. | «The Reason Is You»         | 3:45       |
| 8. | «Unforgettable»             | 3:44       |
| 9. | «Baby, I Love You»          | 3:34       |